# Sture Sivertsen
Sture Sivertsen, född 16 april 1966, är en norsk före detta skidåkare. Sivertsen var aktiv under 1990-talet och vann flera mästerskapsmedaljer bland annat VM-guld i Världsmästerskapen i nordisk skidsport 1993. Efter säsongen 1998/99 valde han att avsluta sin aktiva karriär. 